# Eric J. Coolen
Eric J. Coolen (Haarlem, 1965) is een Nederlandse illustrator, tekenaar en ontwerper/maker van boeken, beelden, gevelstenen en glas-in-loodramen. Naast beeldend kunstenaar is Coolen ook muzikant. Hij schrijft muziek en is medeoprichter van Het Ampzing Genootschap, Literair Haarlem en Nieuwe Gracht Producties. Sinds 2019 is Coolen ambassadeur voor Jeugdfonds Sport & Cultuur.

## Biografie
Eric Jacob Coolen is op 3 juni 1965 geboren in Haarlem. Sinds 1993 is hij getrouwd met Madelon Griekspoor. Zij hebben drie kinderen.

## Werk

### Illustraties
Coolen begon zijn carrière als tekenaar. Hij tekent voornamelijk in twee stijlen: Klare Lijn- en schetsstijl. Zijn grote voorbeelden en inspiratiebronnen zijn: Derek Riggs, Hergé, Winsor McCay, M.C. Escher, Carel Willink, Romeijn de Hooghe, Hasui, Joost Veerkamp, Saenredam, Pieter Kuhn, Bert Bus, Edward Hopper.
Coolen vervaardigt illustraties in opdracht van bedrijven, instanties en particuliere opdrachtgevers. Hij maakt onder andere stadsgezichten van diverse steden.
Voor uitgeverij Mediahuis tekent Coolen rubrieken die wekelijks in diverse dagbladen worden gepubliceerd.

### Kunst in de openbare ruimte

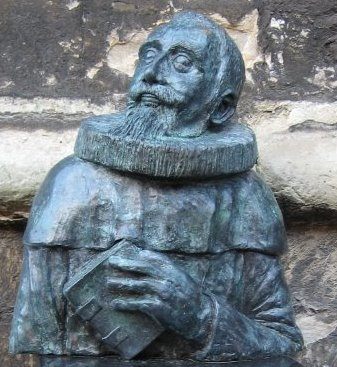
Borstbeeld van Samuel Ampzing, vervaardigd door Coolen

Naast illustraties vervaardigt Coolen sinds 2006 ook standbeelden, gevelstenen en glas-in-lood ramen.
- Borstbeeld van Samuel Ampzing - Oude Groenmarkt, Haarlem (2006)
- Illustratie PopKlok - Verwulft, Haarlem (2009)
- Haarlemse Faammuren (in samenwerking met Michaëla Bijlsma) - Stadsbibliotheek, Haarlem (2011-2016)
- Glas-in-loodraam - Bakenesserkerk, Haarlem (2012)
- Zes meter illustratiewand - Vellesan College, IJmuiden (2013)
- Standbeeld Meermin van Haarlem (in samenwerking met Michaëla Bijlsma) - Paardenwed, Haarlem (2013)
- Gevelsteen Torrentius (in samenwerking met Michaëla Bijlsma) - Neo Deo terrein, Haarlem (2014)
- Uithangbord antiquariaat de Vries en de Vries - Damstraat, Haarlem (2015)
- Standbeeld Kortjakje (in samenwerking met Michaëla Bijlsma) - Waalse Kerk, Haarlem (2016)
- Gevelsteen Henk Vijn (enkel ontwerp) - Molen de Adriaan, Haarlem (2014)
- Muurschildering Onder Kantooruren - Gierstraat, Haarlem (2018)
- Gevelsteen Villa de Olifant (in samenwerking met Michaëla Bijlsma) - Zijlweg/Narcisplantsoen, Haarlem (2018)
- Glas-in-loodraam afscheid Bernt Schneiders - Noord-Hollands Archief/Janskerk, Haarlem (2018)
- Vierentwintig meter illustratiewand - Het Schoter, Haarlem (2019)
- Gevelsteen Frans Halsbioscoop (in samenwerking met Michaëla Bijlsma) - Frans Halsplein, Haarlem (2020)
- Adriaan Pauwmuur - Pauwenhof, Heemstede (2020)
- Gevelsteen Judith Leyster (in samenwerking met Michaëla Bijlsma) - Judith Leysterstraat, Haarlem (2022)
- Wandillustratie - Brandweerkazerne Heemstede (2023)
- Wandillustratie - Bibliotheek Zuid-Kennemerland (2024)
- Wandillustratie - Brandweerkazerne Beverwijk (2024)
- 17 wandillustraties-Vomar parkeergarage Heemstede (2024)

### Muziek
Coolen speelt gitaar en schrijft muziek voor Het Ampzing Genootschap. Het genootschap heeft meerdere cd's opgenomen en treedt op in voornamelijk Nederland en Vlaanderen.
Op de cd Nieuwe Ruimte (2014) van Rob de Nijs is het nummer De Dichter en de Stad opgenomen. Coolen schreef deze compositie in samenwerking met Bies van Ede.
In mei 2023 bestond het Ampzing Genootschap 25 jaar en nam Coolen met het Ampzing Genootschap een jubileumceedee op in de Abbey Road Studios te Londen.

### Boeken
Van Coolen verschenen circa 50 boeken, zowel voor uitgeverijen als in eigen beheer. Coolen maakte onder andere voor uitgeverij MatchBoox in samenwerking met Boudewijn de Groot Lage Landen. Voor dezelfde uitgeverij vervaardigde Coolen Hoe valt een schrijver uit de trein in samenwerking met Stef Bos en een vierdelige reeks Vier grote schrijvers in samenwerking met Nop Maas. Het eerste deel van Hoe valt een schrijver uit de trein verscheen in eigen beheer in samenwerking met Wim Daniëls. In 2020 bracht Coolen in samenwerking met zijn zoon Yorick Coolen het boek Natuurlijk Haarlem voor uitgeverij In de Knipscheer uit. Bij uitgeverij Ezo Wolf zijn diverse kleurboeken verschenen waaronder Nederland in klare lijn (2020), Europa in klare lijn (2021), De wereld in klare lijn (2022) en Kunst in klare lijn (2023).
Juni 2023 verscheen bij de Arbeiderspers de graphic novel Hoe valt een schrijver uit de trein, geschreven door Arthur Japin, getekend door Coolen. Augustus 2023 bracht uitgeverij Ezo Wolf het boek Natuurlijk Alkmaar uit. Dit boek is wederom een samenwerking tussen vader en zoon Coolen.

## Erkenning
Coolen won in 2013 de Kunst- en Cultuurprijs (publieksprijs) de Olifant. In 2015 ontving Coolen van de stad Haarlem de Penning van Verdienste voor de betekenis van zijn werk voor de promotie van Haarlem en in 2017 werd de Antithese-prijs hem toegereikt. Bij de onthulling van zijn wandillustratie in de Bibliotheek Zuid-Kennemerland ontving Eric in 2024 een levenslang bibliotheek-erelidmaatschap.